# Patimat Bagomiedowa
Patimat Ajdamirmagomiedowna Bagomiedowa (ros. Патимат Айдамирмагомедовна Багомедова; ur. 6 sierpnia 1993) – rosyjska, a od 2010 roku azerska zapaśniczka walcząca w stylu wolnym. Trzykrotna uczestniczka mistrzostw świata; brązowa medalistka w 2011, a piąta w 2010 i 2012. Trzecia na mistrzostwach Europy w 2013. Srebrna medalistka na uniwersjadzie w 2013
Mistrzyni igrzysk młodzieży w 2010. Mistrzyni Europy juniorów w 2013; druga w 2011 i 2012; trzecia w 2010 roku.